# Lukoil
LUKoil (rusko ПАО «Нефтяная компания „ЛУКОЙЛ“») je veliko rusko naftnoplinsko podjetje s sedežem v Moskvi. Podjetje je bilo ustanovljeno leta 1991, ko so se združila podjetja Langepasneftegaz, Urayneftegaz in Kogalymneftegaz - začetnice teh podjetij tvorijo akronim "LUK", ki so mu potem dodali še "Oil" priznak. 
Rezerve Lukoila so bile leta 2009: 14,5 milijard sodčkov nafte (2,31×109 m3) in 830 milijard kubičnih metrov (830 km3)zemeljskega plina